# 顏毓蘅
顏毓蘅（1910年—1955年），满族人，老姓顏扎氏，属正黃旗，南开大学外文系教授，翻译家。中国无党派人士。其外祖父陆钟琦，光绪十五年进士，曾任山西巡抚。

## 经历
在早年就读清华大学时，顏毓蘅与钱锺书、万家宝（曹禺）三人被比拟“龙虎狗三杰”。其中“龙重高尚，虎重威猛，狗重诚挚”，各有各的含义，顏毓蘅则是“狗”，重诚挚。英国留学回国后在燕京大学，辅仁大学、长春大学和南开大学等高校任教。
1955年，在肃清暗藏的反革命分子运动，颜毓蘅受到个别谈话审查，事后在南开大学校园内马蹄湖自沉。